# Stor-Älgflotjärnen
Stor-Älgflotjärnen är en sjö i Strömsunds kommun i Jämtland och ingår i Indalsälvens huvudavrinningsområde. Sjön har en area på 0,141 kvadratkilometer och ligger 320 meter över havet.

## Delavrinningsområde
Stor-Älgflotjärnen ingår i det delavrinningsområde (706688-147041) som SMHI kallar för Utloppet av Stor-Älgflotjärnen. Medelhöjden är 323 meter över havet och ytan är 2,63 kvadratkilometer. Det finns inga avrinningsområden uppströms utan avrinningsområdet är högsta punkten. Vattendraget som avvattnar avrinningsområdet har biflödesordning 3, vilket innebär att vattnet flödar genom totalt 3 vattendrag innan det når havet efter 222 kilometer. Avrinningsområdet består mestadels av skog (14 procent) och sankmarker (81 procent). Avrinningsområdet har 0,14 kvadratkilometer vattenytor vilket ger det en sjöprocent på 5,3 procent.